# Ectropis diffusaria
Ectropis diffusaria là một loài bướm đêm trong họ Geometridae.